# Ахтамар
Ахтамар (вірм. Աղթամար тур. Akdamar Adası) — острів на озері Ван (Туреччина). Загальна площа цього острова сягає 16-17 га. Це другий за величиною з чотирьох островів на озері Ван, Туреччини. У X столітті на острові розташовувалася резиденція вірменських царів династії Арцрунідів. Острів славиться середньовічним пам'ятником вірменської архітектури — Кафедральною Церквою Святого Хреста, яка знаменита зберігшимися до наших днів фресками, розташованими на внутрішніх стінах і куполі, та численними горельєфами, які зображують сцени із Старого і Нового Завіту, зовні. Церква була побудована в період розквіту Васпураканського царства в 915—921рр. зодчим Мануелем (Манвелов) в період правління царя Гагіка Арцруні. Також, на острові Ахтамар збереглися руїни порту X століття.

## Назва
Походження і значення назви Ахтамар невідомо. Існує народна етимологія, заснована на стародавній вірменській легенді, згідно з якою на острові жила вірменська княгиня Тамар, яка була закохана в простолюдина. Юнак щоночі плавав від берега до острова, керуючись світлом, яке для нього запалювала Тамара. Батько княгині дізнався про візити юнака. Одного разу вночі, коли Тамара чекала свого коханого, батько розбив її світло, залишивши юнака посеред озера без орієнтиру, куди плисти. Юнак потонув, його тіло викинуло на берег, і, як свідчить легенда, на його губах начебто застигли слова «Ах, Тамар». Спираючись на цю легенду, великий вірменський письменник Ованеса Туманяна 1891 року написав свою поему «Ахтамар», яка була переведена на російську мову Костянтином Бальмонт.
Назва Акдамар (по-турецьки «білий ключ») була введена турецьким урядом через деякий час після створення сучасної республіки Туреччина і є частиною політики «тюркизації» назв корінних народів.

## Історія
У минулому острів Ахтамар був набагато більше, але з плином віків він зменшився в розмірах через підйому рівня Ванського озера. Острів був населеним з найдавніших часів. На північно-західній частині острова збереглися сліди циклопічної стіни (в два-три ряди), які, на думку Іосіфа Орбелі, становили частину доурартской житлового поселення. За свідченням Мовсеса Хоренаці, на острові в IV ст. була фортеця вірменського нахарарського роду Рштуні. В середині VII ст. в боротьбі проти арабського панування Ахтамар був оплотом Теодороса Рштуні. В Х ст. за наказом вірменського царя Гагика Арцруні вірменський зодчий Манвел почав спорудження монастиря. Ще раніше на острові Ахтамар було засновано нове місто — царська резиденція, яка не збереглася до нашого часу. За повідомленням Безіменного історика:
|  | За наказом Гагика безліч працівників виламували важкі кам'яні брили і скидали їх на глибоке морське дно. Безперервними стараннями великий цар вибудував кам'яну дамбу, яка здіймалася над морською поверхнею на п'ять футів (2,6 м), на дамбі, як на твердій основі зміцнив ряд великих брил. На цій основі спорудив навколо стіну довжиною близько п'яти гектарів (554 м). Огорожа з вісьмома широкими стільницями та багатьма вежами піднімалася на ній. |

Стіна з високими вежами відгороджувала спокійну гавань, через міцні, скріплені цвяхами, звернені в «море» ворота сюди могли заходити кораблі.
|  | Царський палац від фундаменту до спрямованої в небеса вершини, стояв без колон, воістину як вершина задумів людських і предмет захоплення. Палац мав арочні ніші, багато прикрашені зовнішні стіни — всього ні розумом не можна порахувати, ні поглядом обійняти. Щоб подивитись на високі до небес купола, прикрашені золотом і виблискували, потрібно було спершу зняти головний убір, щоб він не впав додолу. Заболіла б шия, перш ніж вдалося б роздивитись всі барвисті розписи. |

|  | За описом історика Товма Арцруні, чудовий багатоповерховий палац з колонадами, галереями та централюною куполоподібною залою, був побудований на майданчику, оточеному фортечними стінами. Стіни і купола палацу були розписані зображеннями битв, полювань і бенкетів. На стінах, мабуть, містилися також різні рельєфи і мисливські трофеї. |

### Церква Святого Хреста

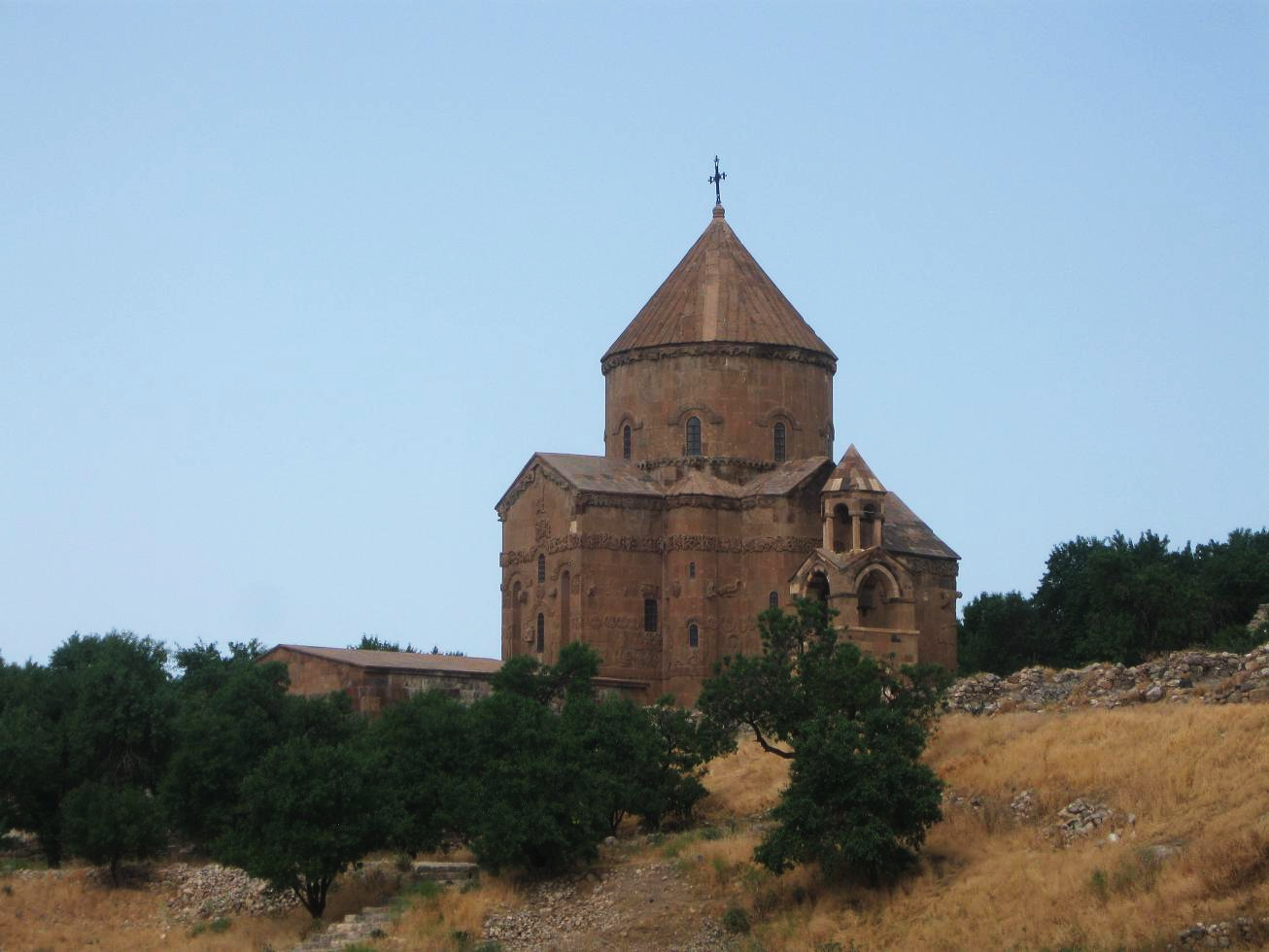
Церква Святого Хреста

Ахтамарський палац, який не зберігся до нашого часу, був оточений іншими спорудами, з яких збереглася лише церква Святого Хреста, побудована архітектором Мануелем між 915 і 921 рр. Церква являє собою дещо видозмінену будівля в плані традиційного центральнокупольного типу. Всередині церква була розписана фресками, але вона особливо знаменита своїми рельєфами, які розташовані на зовнішніх стінах і на барабані купола, вони відрізняються оригінальністю і різноманітністю сюжетів. Зв'язок між архітектурою і скульптурно-декоративним оздобленням Ахтамарської церкви заснований на новому художньому принципі, який відрізнявся від споруд 6-7 ст. Хоча частина рельєфів за традицією і розташовується по карнизах, на брівках ніш і вікон, але основна їх кількість розміщена безпосередньо на площі стіни. «У зв'язку з цим ефект монолітної гладі стін, який відігравав важливу роль в образному ладі архітектурних пам'яток попередньої епохи, втратив тут свою силу». Силует церкви і її маса зберегли свою виразність, але поряд з цим вельми істотне, часом самостійне значення отримали рельєфи, які внесли мальовничий початок в архітектурний образ. «В самому трактуванні цих рельєфів з чіткими графічними контурами стали помітні прагнення до орнаментальності та відхід від колишньої пластичної ясності. У нижньому ряду рельєфів представлені різні біблійні сюжети, а також зображення пророків і апостолів. На західному фасаді поміщена фігура ктиторя — Васпураканського царя Гагіка Арцруні з моделлю церкви в руках». У верхній частині церква оперезана широкою смугою так званого «виноградного фриза», який зображує збирання врожаю у винограднику і фруктовому саду, а також фігури людей, різних тварин і птахів. Рельєфи церкви Святого Хреста неоднорідні: фігури нижнього ряду плоскі, статичні, скуті умовними схемами і релігійними канонами. Більше свободи і живої безпосередності у «виноградному фризі». Стильові особливості, властиві ахтамарським рельєфам, пізніше позначилися в мініатюрах «ванської» школи. Спадкоємці вірменських царських і нахарарських династій завжди прагнули відновити державність. Зробили таку спробу і Сефедіняни, нащадки династії Арцруні, які змогли одержати великий вплив у Васпуракане. В епоху ахтамарських католикосів Закаре III (1434—1464) і Степанноса IV (1465—1489) Сефедінянів ці прагнення увінчалися успіхом, коли останній в 1466 році вінчав в Ахтамар царем Вірменії свого брата Смбата. Хоч царювання Смбата тривало недовго, в хішатакаранах рукописних книг, створених в XV—XVI століттях в Васпуракане, Ахтамар іменувався «царським престолом».
Самі ж католікоси Ахтамара, перший з яких був зведений на престол в 1113 році, називали себе «царственими», «онуками і нащадками царя Гагіка». Окремий самостійний католікосат, зберігався тут до 1895 року, який протегував розвитку мистецтва в області. З кінця XIII століття до середини XVIII у Ване-Васпуракане було створено та прикрашено ілюстраціями 1500 рукописних книг, існувала Васпураканська школа художньої мініатюри. Місто, засноване Гагіком Арцруні, можна було бачити ще в XVI році. Побувавши тут в 1510-х роках венеціанський купець писав:
|  | Всю площу острова займає невелике місто з зовнішнім периметром в 2 милі. Його називають Арменік, тут багато церквів. Всі багаточисленні жителі виключно християни, немає жодного мусульманина. |

|  | Цифрами позначені: 1. Стратовулкан Немрут-Даг, заввишки 2948 м. На світлині видно невелике озеро, що утворилося всередині вісьмикилометрового кратера вулкана, і шістдесяти кілометровий потік лави, що витікав строго на північ (вгору по фотографії), який і привів до утворення озера Ван. 2. Стратовулкан Сюпхан, заввишки 4058 м. 3. Озеро Назік, на висоті 1876 м над рівнем моря. 4. Озеро Ерчек, на висоті 1890 м над рівнем моря. 5. Озеро Арин. 6. Острів Лім (Адир), на острові залишки вірменського монастиря XVI століття. 7. Острів Артер (Куш), на острові збереглася вірменська каплиця. 8. Острів Ахтамар. На острові збереглася вірменська церква Святого Хреста (вірм. Սուրբ Խաչ), побудована на початку X століття н. е. 9. Острів Ічері-Чарпанак. |